# 华石斛
华石斛（学名：Dendrobium sinense）为兰科石斛属下的一个种。

## 扩展阅读
- 維基物種上的相關：华石斛